# Horstbek
L'Horstbek és un petit afluent del riu Alster al nord de la ciutat d'Hamburg a Alemanya. Neix a prop del carrer Diekberg al nucli de Lemsahl-Mellingstedt, al bezirk de Wandsbek d'Hamburg i desemboca al mateix nucli.

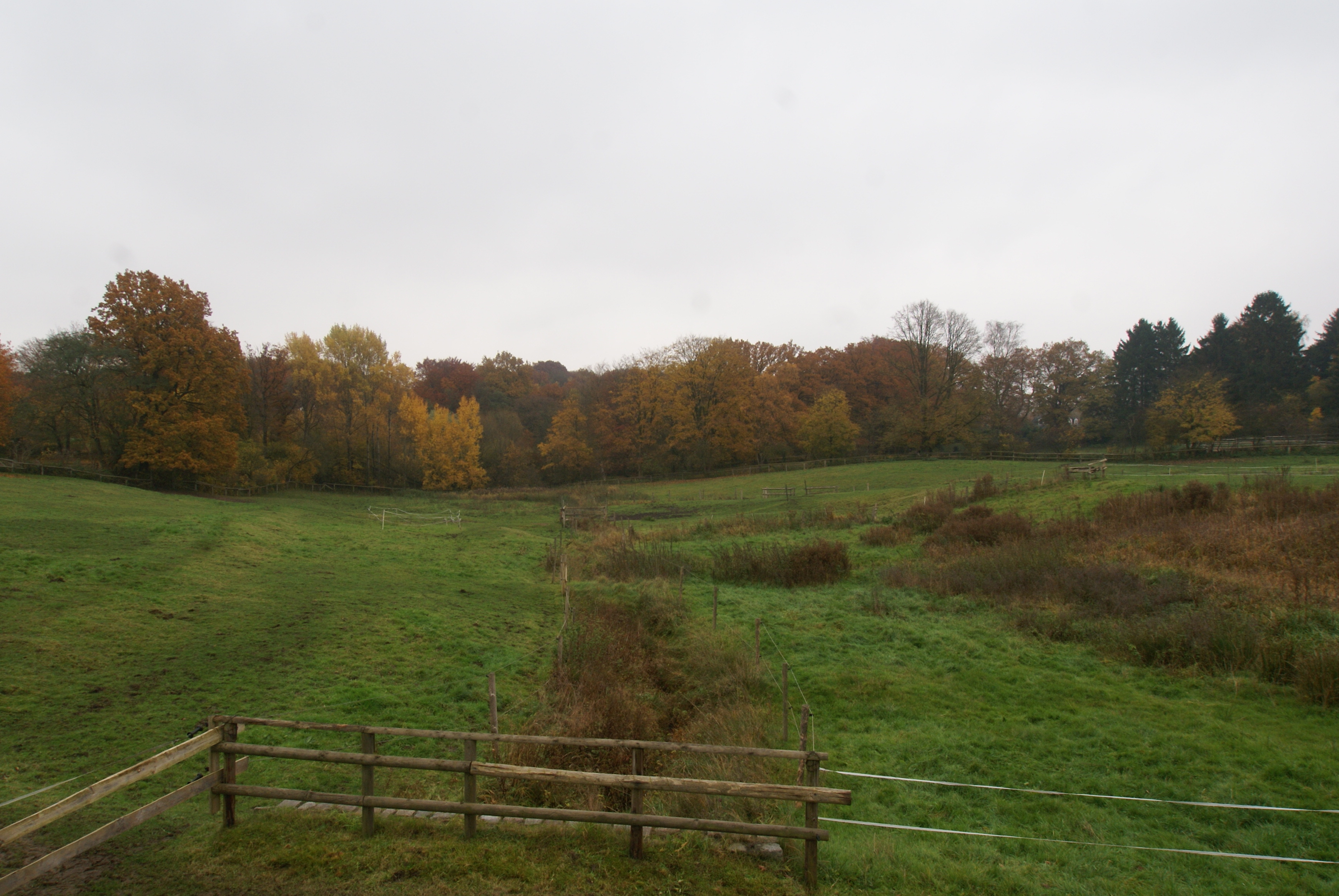
La vall de l'Horstbek al carrer Kielbarg
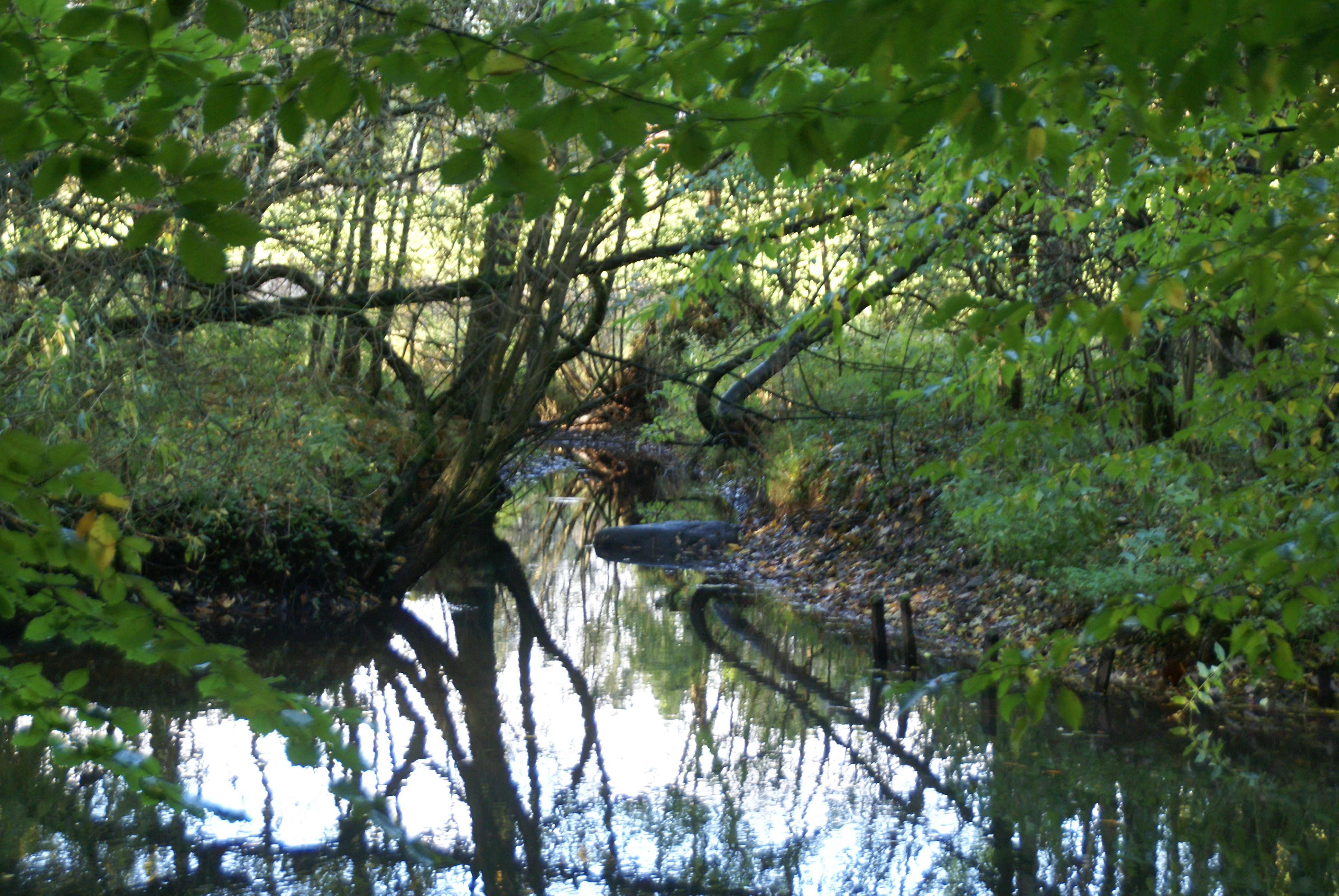
El desembocadament de l'Horstbek a l'Alster
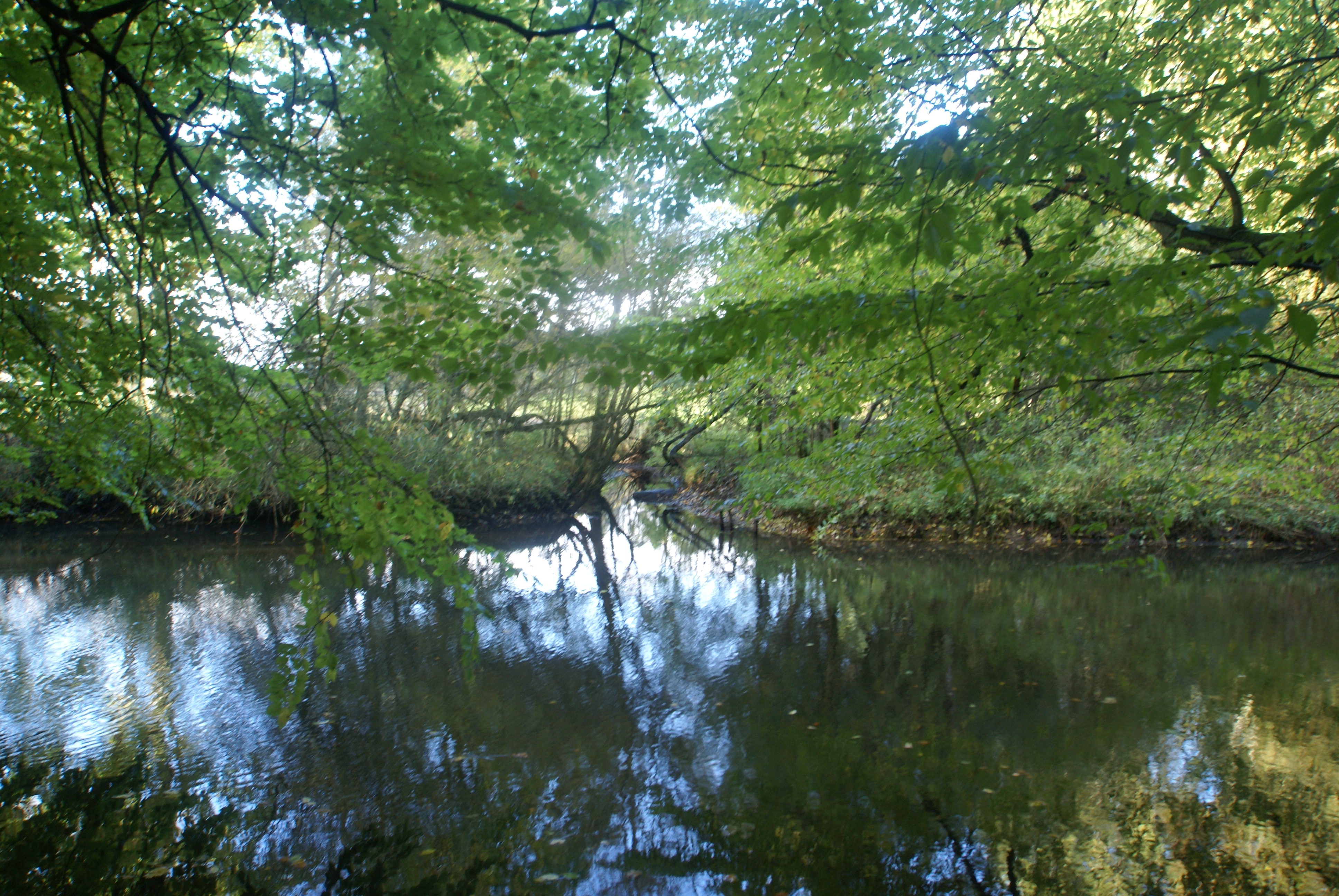
Aiguabarreig de l'Horstbek i de l'Alster